# Giovanni Giacomo Grimaldi
Giovanni Giacomo Grimaldi (Génova, 1705 - Pádua, 1777) foi o 164.º Doge da República de Génova.

## Biografia
Grimaldi foi nomeado Doge nas eleições para o Grande Conselho de 22 de junho, o n.º cento e sessenta e quatro da história republicana. O seu mandato de dois anos é lembrado por uma estravagante festa de carnaval nos corredores do Palácio Ducal que, embora nas boas intenções do Doge Grimaldi pretendesse seguir o que viu e viveu durante as suas estadas em Veneza, gerou polémica e inveja em vários nobres e nos cidadãos. Terminado o cargo, a 22 de junho de 1758, mudou-se primeiro para a Córsega e, após ter testemunhado os vários cenários que afastaram definitivamente a ilha de Génova a favor dos franceses, mudou-se para Veneza. Solteiro e sem filhos, Giovanni Giacomo Grimaldi morreu em 1777, em Pádua.